# Zophiuma guineae
Zophiuma guineae är en insektsart som först beskrevs av Victor Lallemand 1962.  Zophiuma guineae ingår i släktet Zophiuma och familjen Lophopidae. Inga underarter finns listade i Catalogue of Life.